# Neufeld (Dithmarschen)
Neufeld er en by og kommune i det nordlige Tyskland, beliggende i Amt Marne-Nordsee i den sydvestlige del af Kreis Dithmarschen. Kreis Dithmarschen ligger i den sydvestlige del af delstaten Slesvig-Holsten.

## Geografi
Ud over Neufeld ligger Fahrstedteraltendeich, Kattrepel, Kattrepelerfeld, Marner Neuenkoogsdeich og Ohlen i kommunens område.

### Nabokommuner
Nabokommuner er (med uret fra nord) kommunen Marnerdeich, byen Marne, kommunerne Diekhusen-Fahrstedt, Schmedeswurth og Ramhusen, byen Brunsbüttel samt kommunerne Neufelderkoog og Kronprinzenkoog (alle i Kreis Dithmarschen).